# ミョウギカラマツ
ミョウギカラマツ（妙義唐松、学名：Thalictrum minus var. chionophyllum）は、キンポウゲ科カラマツソウ属の多年草。Thalictrum minus を基本種とする変種。

## 特徴
植物体全体が無毛。茎は長さ40-100cmになり、しばしば岩壁に垂れ下がる。姉妹群のアキカラマツ T. minus var. hypoleucum に似て、よく分枝し茎につく葉は多数互生する。根出葉は花時には枯れて存在しない。葉身は2-4回3出複葉で、小葉は卵形から楕円形になり、先は3裂するか1-3歯がある。葉は表面が青緑色で、葉の裏面は雪白色を帯び、葉脈が突出する。葉の裏面の雪白色は学名の由来となる。
花期は7-8月。花序は円錐状でまばらに多数つき、花は径葯1cmになり、花柄の長さは1.5-3cmになる。萼片は3-4個あり、長さ2.5-3mmの楕円形で白色、早く落ちる。花弁はない。雄蕊は多数あり、葯は黄色、花糸は白色で糸状、葯より幅は狭い。果実は痩果になる。

## 分布と生育環境
日本固有の変種。群馬県と埼玉県に分布し、山地の岩上に生育し、岩壁から懸垂することが多い。岩手県、秋田県での分布の報告もある。

## 名前の由来
和名ミョウギカラマツは、「妙義唐松」の意、1929年8月に植物学者の久内清孝が群馬県の妙義山中から標本を採集し、同年、植物学者の中井猛之進が和名を Myôgi-karamatsu と名付けた。新種記載時の種小名（種形容語）、後の変種名 chionophyllum は、「雪のように白い葉の」の意味。植物学者の前川文夫 (1934) の原記載文によると「全草霜ヲ置イタ様ニ白ク、殊ニ葉ノ裏面ニ到テハ全ク乳白色デ中々ニ美シイ姿デアツテ、萬草中ノ一雄タルヲ失ハナイ」、「昭和四年ノ夏晩ク、久内淸孝氏ガコノ珍品ヲ始メテ見出ダサレテソノ標本ガ中井先生ノモトニ致サレ、コヽニ産地ニ因ンデ妙義からまつノ和名ト眞白イ葉ニ基イテ Thalictrum chionophyllum NAKAI ノ學名トガ與へラレタノデアツタ」と記している。

## 種の保全状況評価
絶滅危惧IA類 (CR)（環境省レッドリスト）
都道府県のレッドデータ、レッドリストの選定状況は次のとおり。
- 群馬県-絶滅危惧II類(VU)
- 東京都-絶滅危惧IA類(CR)

## ギャラリー

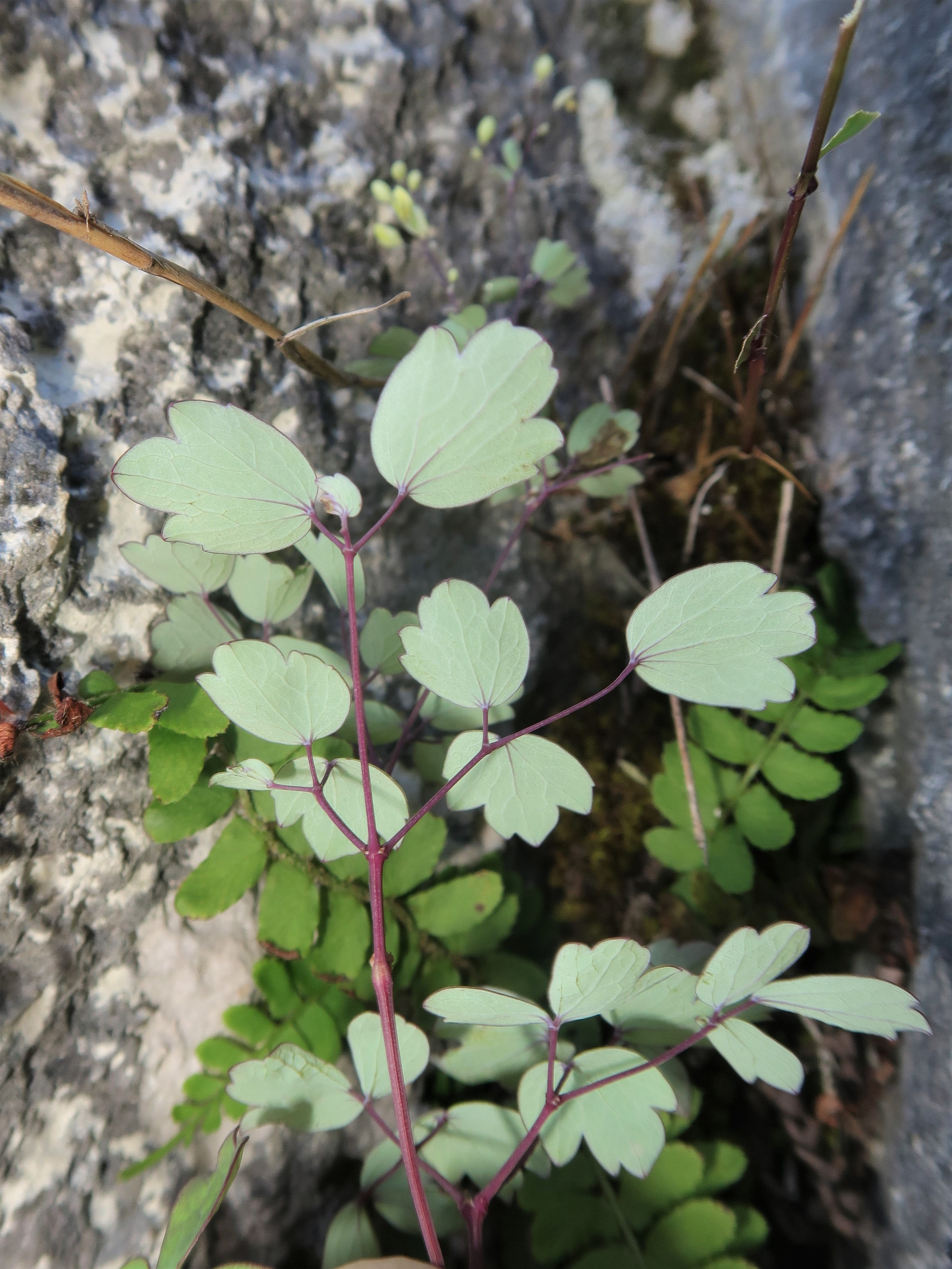
葉の裏面は雪白色を帯び、葉脈が突出する。葉の裏面の雪白色は学名の由来となる。
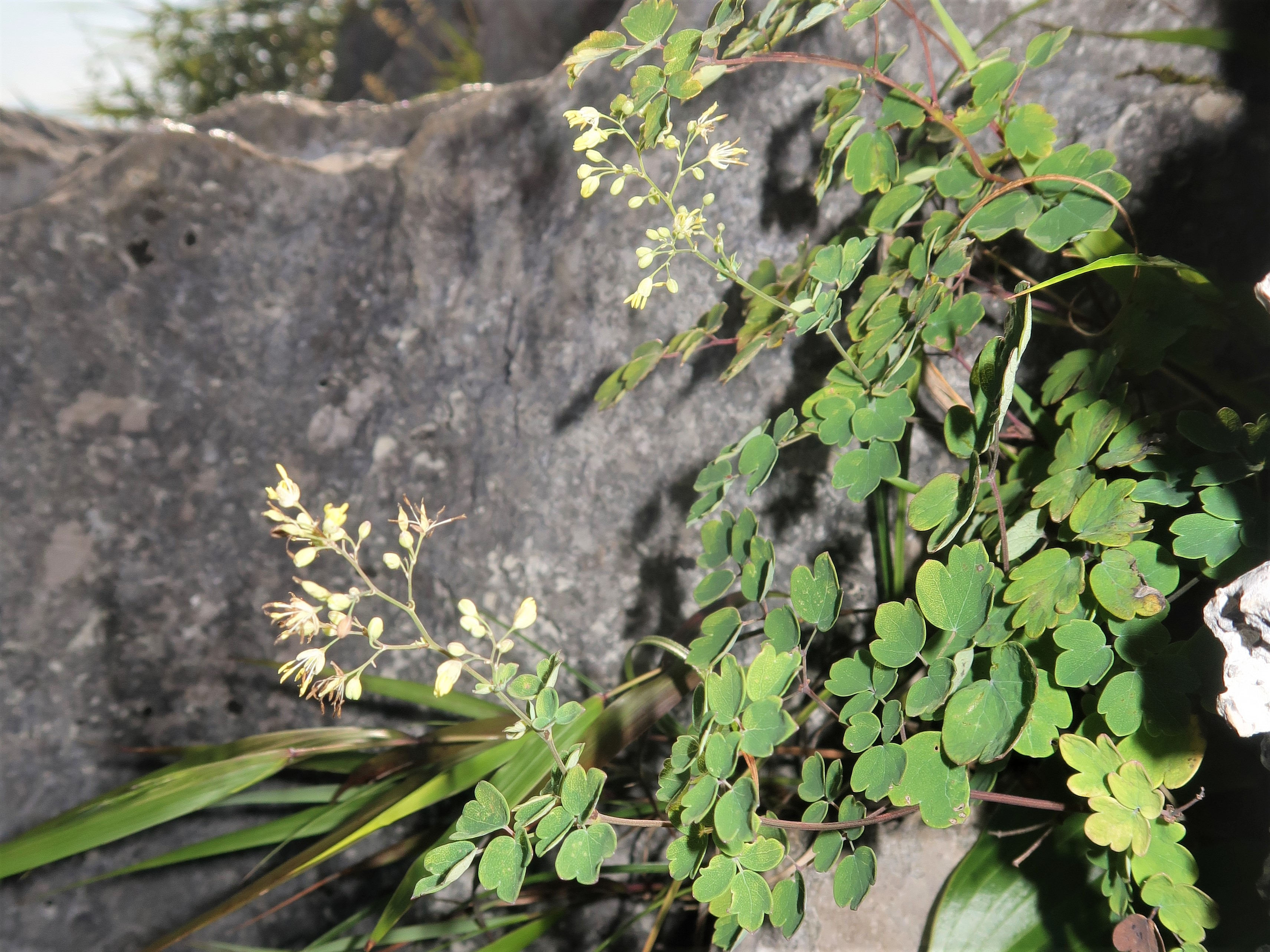
葉身は2-4回3出複葉で、小葉は卵形から楕円形になり、先は3裂するか1-3歯がある。花序は円錐状でまばらに多数つく。
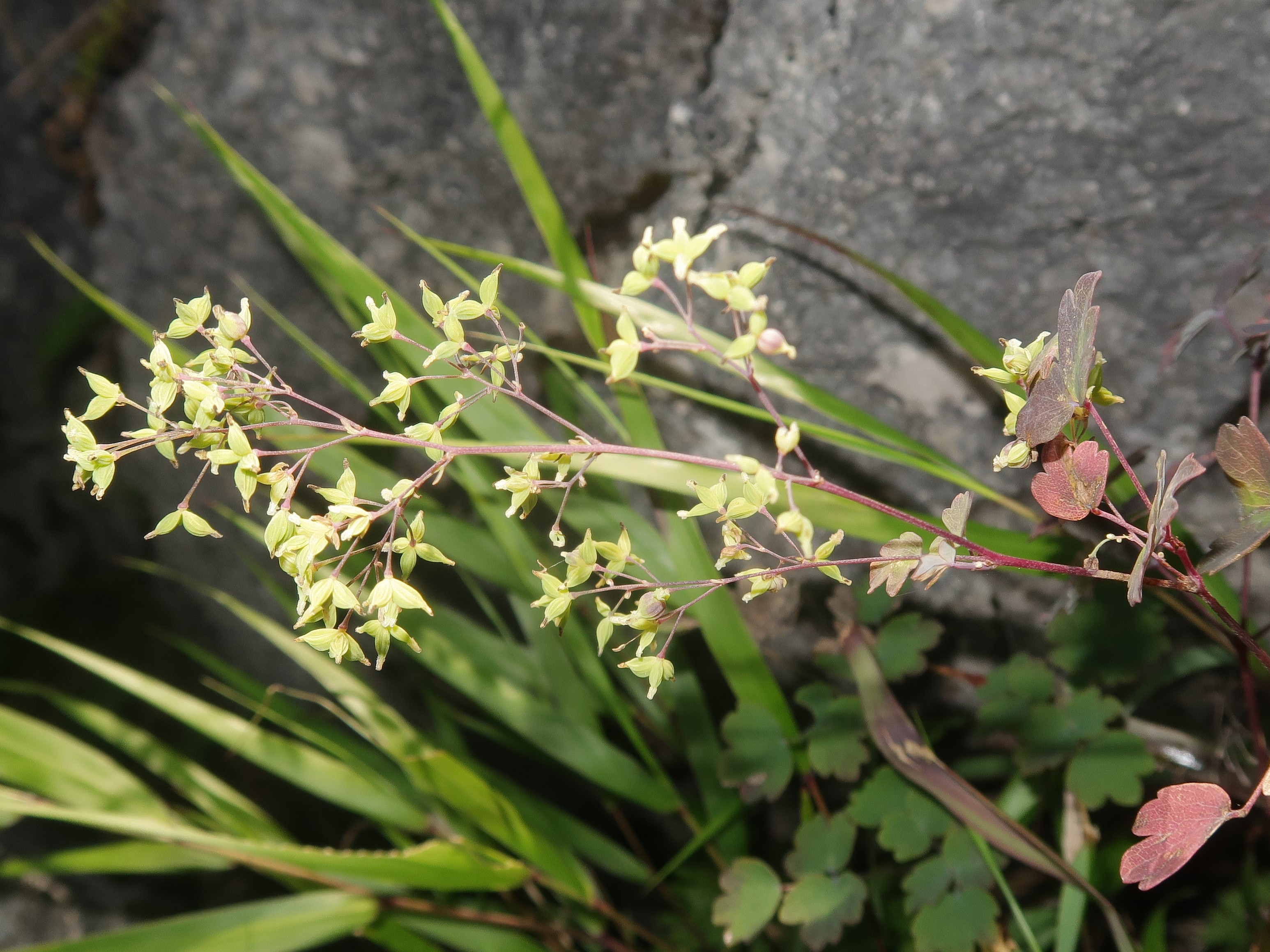
若い果実。花柄は長さ1.5-3cmになる。
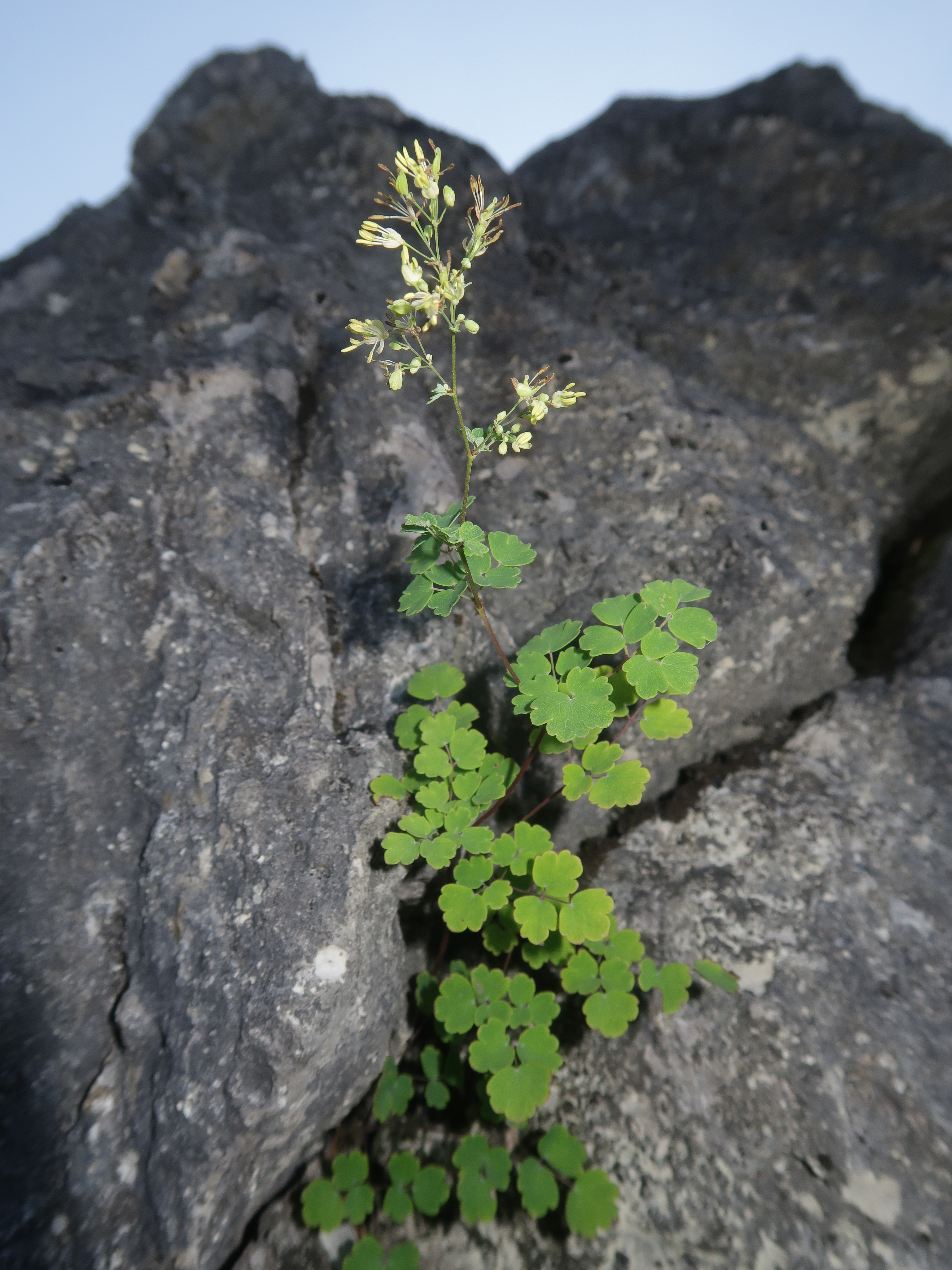
生育環境。石灰岩の岩場に生育する。埼玉県二子山。

## 学名の変遷
ミョウギカラマツは、1929年に中井猛之進が独立種とし、1934年に前川文夫が、Thalictrum chionophyllum Nakai ex F.Maek. として正式に記載したのは先に述べたとおりである。
その後、1965年に、静岡県の植物研究者である杉本順一が、「日本草本植物総検索誌（双子葉編）」に Thalictrum minus L. var. chionophyllum (Nakai) Sugimoto として変種に階級移動し、新組み合わせ名を使用したが正式な記載ではなかった。正式な記載は、1972年にEmura が、「東京大学理学部紀要、第三類植物学」11(3) に Thalictrum minus L. var. chionophyllum (Nakai ex F.Maek.) Emura とした。